# Герасько Яцкевич
Гера́сько Яцке́вич (зг. 1649 — 1652) — військовий та політичний діяч Війська Запорозького.

## Діяльність
Герасько Яцкевич — учасник Хмельниччини. Намісник гетьмана Війська Запорозького Богдана Хмельницького у Звягелі. Разом з полковником Михайлом Тишею є співавтором листа до Самійла-Кароля князя Корецького датованого 29 квітня 1649 року, в якому звинувачував князя у вбивстві козацького ватажка "Листопада".  Взимку 1650 року командував гарнізоном козаків у Звягелі, що складався зі сотень Лубенського та Чернігівського полків, яких було відправлено сюди на постій. На початку 1652 року позивався на луцькому гродському суді до підкоморія володимирського пана Костянтина Пузини. Гераська Яцкевича згадано, як полковника та одного з п'яти послів гетьмана Війська й.к.м. Запорозького Богдана Хмельницького на Сейм до Варшави.